# Telamonia resplendens
Telamonia resplendens là một loài nhện trong họ Salticidae.
Loài này thuộc chi Telamonia. Telamonia resplendens được Elizabeth Maria Gifford Peckham & George William Peckham miêu tả năm 1907.